# Rider Strong
Rider King Strong (San Francisco, 11 dicembre 1979) è un attore, produttore cinematografico, regista sceneggiatore statunitense famoso per aver interpretato il ruolo di Shawn Hunter nella sitcom della ABC Crescere, che fatica! (1993-2000), che ha ripreso nella sua serie sequel Girl Meets World (2014-2017).

## Biografia

### Giovinezza
Rider Strong è nato l'11 dicembre 1979 a San Francisco, California, il secondo dei due figli di Lin Warner, insegnante e nutrizionista, e King Arthur Strong, un pompiere, entrambi originari della Pennsylvania. Ha origini inglesi e irlandesi. Si è diplomato alla Nonesuch School di Sebastopol, in California, nel 1998. Suo fratello maggiore è Shiloh Strong, attore e fotografo.
Strong ha frequentato le lezioni mattutine all'Occidental College mentre stava ancora girando Crescere, che fatica!, accumulando un anno di credito prima che la serie finisse. Nel 2004, Strong si è laureato magna cum laude alla Columbia University con specializzazione in inglese. Ha completato il suo Master of Fine Arts in narrativa e letteratura nel giugno 2009 al Bennington College.

## Carriera

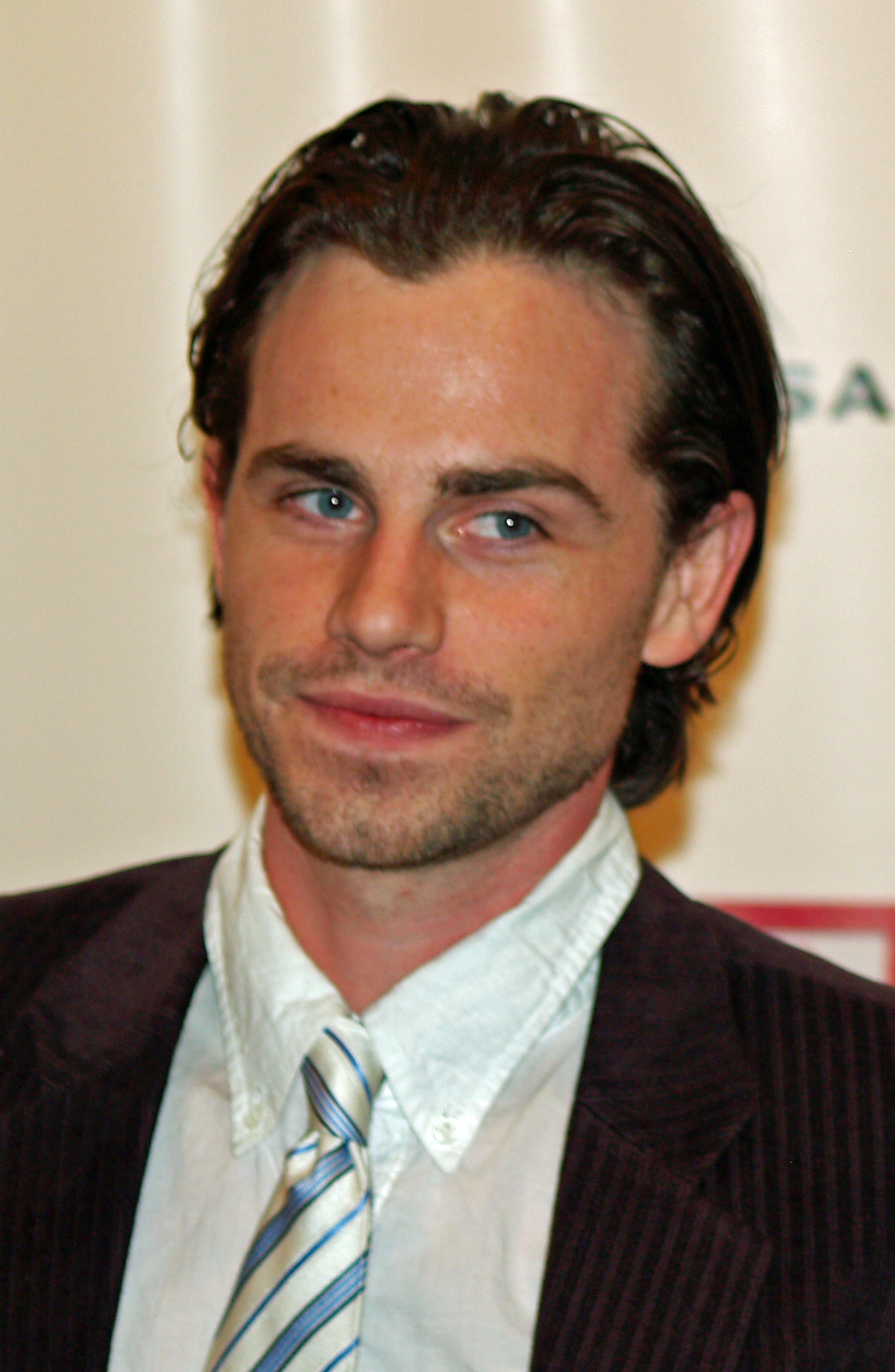
Strong al Tribeca Film Festival nel 2008.

Strong ha iniziato la sua carriera di attore all'età di nove anni, quando ha interpretato il ruolo di Gavroche nella produzione di San Francisco di Les Misérables, insieme a Larisa Oleynik nel ruolo di Cosette giovane. Dopo la produzione teatrale, è apparso in alcuni ruoli in televisione.
Nel 1992 ha ottenuto il suo primo ruolo in una serie televisiva regolare interpretando il figlio di Julie Andrews in Julie. Quando la serie è stata cancellata, Strong ha fatto il suo debutto cinematografico nel film Beneficio del dubbio. L'anno seguente venne scelto per interpretare il ruolo di Shawn Hunter nella serie della ABC Crescere, che fatica!. Durante i sette anni di durata della serie, Strong è stato nominato due volte per il Young Artist Award e una volta per il The Hollywood Reporter YoungStar Award.
Strong si è trasferito definitivamente a Los Angeles a 16 anni e in seguito ha frequentato le lezioni mattutine all'Occidental College. Dopo che Crescere, che fatica! è terminato nel 2000, si è trasferito a New York per frequentare la Columbia University, frequentata a quel tempo anche dagli attori Joseph Gordon-Levitt, Julia Stiles e Anna Paquin. Strong si prese un semestre libero per interpretare Paul nel film horror indipendente Cabin Fever (2002), diretto da Eli Roth. Si è poi preso un altro semestre libero per recitare in una produzione di Broadway di The Graduate, al fianco di Jerry Hall nel ruolo della signora Robinson.
Nel 2006 è tornato a recitare in televisione nella serie Pepper Dennis su The WB. Lo spettacolo è stato di breve durata e non è stato scelto come uno degli spettacoli di trasferimento a The CW. Nello stesso anno, Strong ha registrato una versione audio della biografia di Anthony Kiedis Scar Tissue. Ha recitato in un breve cameo in Cabin Fever 2 - Il contagio del 2009, il sequel di Cabin Fever.
Insieme a suo fratello Shiloh, ha scritto e diretto il cortometraggio Irish Twins, presentato in anteprima al Tribeca Film Festival del 2008. Il cortometraggio ha vinto sia il Premio della Giuria che il Premio del Pubblico al Woods Hole Film Festival, un Premio Speciale della Giuria al Concorso di Cortometraggi Action/Cut e il Miglior Regista esordiente al DC Shorts. In un'intervista su Pure Movies nel 2010, Strong ha espresso il desiderio di espandere la sua carriera di sceneggiatore e regista: "La recitazione è sempre lì e mi diverto, ma ultimamente è un po' insoddisfacente. Sai, sono nel mondo dell'orrore a basso budget. ... Ci sono un sacco di altre cose che voglio fare."
Nel 2010 ha recitato nel film thriller di fantascienza Darkening Sky accanto ad Ezra Buzzington, Charley Rossman, Sally Berman, Daniel Kirschner e LaShan Anderson sotto la direzione di Victor Bornia. È anche apparso in Your Lucky Day, presentato in anteprima al Seattle International Film Festival di quello stesso anno.
A fine 2012, Strong rifiutatò l'offerta di riprendere il ruolo di Shawn Hunter nella serie sequel Girl Meets World. Tuttavia, durante la produzione del pilot nel marzo 2013, Strong insieme ad altri membri del cast, anch'essi non confermati per il ritorno, sono apparsi sul set scatenando voci di un cameo o di un ritorno nella nuova serie. Il creatore della serie Michael Jacobs dichiarò "Penso che ci sia più di una possibilità, penso che ci sia una forte possibilità" quando ha commentato il ritorno di Strong e di altri membri del cast della serie originale.  Il 19 marzo 2014, è stato confermato che Strong avrebbe ripreso il ruolo di Shawn Hunter in un episodio a tema festivo insieme agli ex membri del cast Betsy Randle e William Russ.
Nel marzo 2012, Strong, Julia Pistell e Tod Goldberg hanno avviato Literary Disco, un podcast su libri e scrittura. Nel settembre 2019 ha debuttato Never Ever Land, la sua opera teatrale ispirata alle accuse di abusi sessuali su minori del 1993 contro Michael Jackson, a Los Angeles.

## Vita privata
Strong ha iniziato a frequentare l'attrice Alexandra Barreto dopo averla conosciuta durante le riprese della serie televisiva Pepper Dennis. Si sono fidanzati nel dicembre 2012, e si sono sposati il 20 ottobre 2013, in Oregon. La coppia ha un figlio, Indigo "Indy" Barreto Strong.
Nell'aprile 2008, Strong, insieme a Barreto e suo fratello Shiloh, ha co-creato uno spot televisivo di 30 secondi a sostegno del candidato presidenziale democratico Barack Obama intitolato "It Could Happen to You". 

## Filmografia

### Attore

#### Cinema
- Beneficio del dubbio (Benefit of the Doubt), regia di Jonathan Heap (1993)
- My Giant, regia di Michael Lehmann (1998)
- The Secret Pact, regia di Rodney Gibbons (1999)
- Buck Naked Arson, regia di Amy Snow (2001)
- Cabin Fever, regia di Eli Roth (2002)
- Mojave, regia di David Kebo e Rudi Liden (2004)
- Paradise, Texas, regia di Lorraine Senna (2006)
- Borderland - Linea di confine (Borderland), regia di Zev Berman (2007)
- Tooth and Nail, regia di Mark Young (2007)
- Cosmic Radio, regia di Stephen Savage (2007)
- Dubitando di Thomas: Bugie e spie (Spy School), regia di Mark Blutman (2008)
- Irish Twins, regia di Rider Strong e Shiloh Strong - cortometraggio (2008)
- Pulse 3, regia di Joel Soisson (2008)
- H2O Extreme, regia di William Scharpf (2009)
- Cabin Fever 2 - Il contagio (Cabin Fever 2: Spring Fever), regia di Ti West (2009)
- The Penthouse, regia di Chris Levitus (2010)
- Your Lucky Day, regia di Dan Brown - cortometraggio (2010)
- Darkening Sky, regia di Victor Bornia (2010)
- Ruff Love, regia di Alex Cannon e Paul Cannon - cortometraggio (2010)
- Lone, regia di Jon Huertas - cortometraggio (2011)
- Walter Don't Dance, regia di Chris Levitus - cortometraggio (2011)
- Troppo tardi (Too Late), regia di Dennis Hauck (2015)

#### Televisione
- Il lungo viaggio verso casa (Long Road Home), regia di John Korty – film TV (1991)
- Going Places – serie TV, 1 episodio (1991)
- Davis Rules – serie TV, 1 episodio (1991)
- Il cane di papà (Empty Nest) – serie TV, 1 episodio (1992)
- Quell'uragano di papà (Home Improvement) – serie TV, 1 episodio (1992)
- Ombra serale (Evening Shade) – serie TV, 2 episodi (1992)
- Julie – serie TV, 7 episodi (1992)
- Corsie in allegria (Nurses) – serie TV, 1 episodio (1993)
- Time Trax – serie TV, 1 episodio (1993)
- L'ultimo colpo (The Last Hit), regia di Jan Egleson – film TV (1993)
- Crescere, che fatica! (Boy Meets World) – serie TV, 158 episodi (1993-2000)
- ABC TGIF – serie TV, 5 episodi (1993-1997)
- Per fortuna c'è un bianco al mio posto (Summertime Switch), regia di Alan Metter – film TV (1994)
- Maybe This Time – serie TV, 1 episodio (1996)
- Cinque in famiglia (Party of Five) – serie TV, 2 episodi (1996)
- Oddville, MTV – serie TV, 1 episodio (1997)
- The Practice - Professione avvocati (The Practice) – serie TV, 2 episodi (1999)
- Politically Incorrect – serie TV, 1 episodio (1999)
- Roughnecks: The Starship Troopers Chronicles – serie TV, 12 episodi (1999-2000)
- Law & Order: Criminal Intent – serie TV, 1 episodio (2002)
- Crumbs – serie TV, 1 episodio (2006)
- Pepper Dennis – serie TV, 13 episodi (2006)
- Veronica Mars – serie TV, 1 episodio (2006)
- Bones – serie TV, 1 episodio (2007)
- Castle – serie TV, episodio 2x11 (2009)
- 100 Questions – serie TV, 1 episodio (2010)
- Fragged, regia di Devon Avery - cortometraggio TV (2010)
- Paulilu Mixtape – serie TV, 1 episodio (2012)
- Chosen – serie TV, 1 episodio (2014)
- Girl Meets World – serie TV, 7 episodi (2014-2017)

### Doppiatore
- Invasion America – serie d'animazione, 13 episodi (1998)
- Batman of the Future (Batman Beyond) – serie d'animazione, 1 episodio (1999)
- Kim Possible – serie d'animazione, 6 episodi (2002-2004)
- Kim Possible - La sfida finale (Kim Possible: So the Drama), regia di Steve Loter – film TV d'animazione (2005)
- Mighty Magiswords – serie d'animazione, 4 episodi (2017-2018)
- Marco e Star contro le forze del male (Star vs. the Forces of Evil) – serie d'animazione, 27 episodi (2015-2019)

### Regista
- Irish Twins, co-regia con Shiloh Strong - cortometraggio (2008)
- The Dungeon Master, co-regia con Shiloh Strong - cortometraggio (2011)
- Method, co-regia con Shiloh Strong - cortometraggio (2011)
- Girl Meets World – serie TV, 18 episodi (2014-2016)
- Micah the Asshole Ghost, co-regia con Shiloh Strong – film TV (2017)
- Typhoon: We're in It - cortometraggio (2021)

### Sceneggiatore
- Irish Twins, regia di Rider Strong e Shiloh Strong - cortometraggio (2008)
- The Dungeon Master, regia di Rider Strong e Shiloh Strong - cortometraggio (2011)
- Micah the Asshole Ghost, regia di Rider Strong e Shiloh Strong – film TV (2017)
- Typhoon: We're in It, regia di Rider Strong - cortometraggio (2021)

## Riconoscimenti
- 1994 - Young Artist Award
  - Candidatura Miglior comico giovanile per Crescere, che fatica!

- 1997 - Young Artist Award
  - Candidatura Migliore interpretazione in una commedia televisiva - Giovane attore non protagonista per Crescere, che fatica!

- 1999 - Teen Choice Awards
  - Candidatura Choice TV Sidekick per Crescere, che fatica!

- 2000 - Nickelodeon Kids' Choice Awards
  - Migliori amici in una serie televisiva per Crescere, che fatica! (con Ben Savage)

- 2007 - Fright Meter Awards
  - Candidatura Miglior attore non protagonista per Borderland

- 2008 - Washington DC Shorts Film Festival
  - Candidatura Miglior regista esordiente per Irish Twins

- 2008 - Tribeca Film Festival
  - Candidatura Miglior cortometraggio narrativo per Irish Twins

- 2011 - Chicago International Film Festival
  - Candidatura Miglior cortometraggio per Method

- 2011 - Tribeca Film Festival
  - Candidatura Miglior cortometraggio narrativo per The Dungeon Master
  - Miglior cortometraggio per The Dungeon Master

- 2015 - Young Artist Awards
  - Young Artist Former Child Star Lifetime Achievement Award

## Doppiatori italiani
Nelle versioni in italiano delle opere in cui ha recitato, Rider Strong è stato doppiato da:
- George Castiglia in Crescere, che fatica!
- Roberto Gammino in Cabin Fever
- Stefano Crescentini in Borderland - Linea di confine
- Leonardo Graziano in Castle
- Marco Vivio in Girl Meets World